# Lachlan
Lachlan – rzeka w Australii (Nowa Południowa Walia), prawy dopływ Murrumbidgee. Długość rzeki to ok. 1500 km. Swoje źródła ma w Wielkich Górach Wododziałowych. Powierzchnia dorzecza wynosi 70 tys. km². 
Prawdopodobnie pierwszym białym człowiekiem, który zbadał (częściowo) jej bieg był w 1817 brytyjski żeglarz i podróżnik John Oxley. Rzeka czerpie swoją nazwę od imienia Lachlana Macquarie'go, gubernatora Nowej Południowej Walii w latach 1810-21. Od jej aborygeńskiej nazwy Calare pochodzi nazwa okręgu wyborczego Calare.